# 100-мм противотанковая пушка M1977
100-мм противотанковая пушка А407 образца 1977 года — румынская нарезная 100-мм противотанковая пушка, служащая основной буксируемой противотанковой пушкой Сухопутных войск Румынии с 1975 года по настоящее время. Варианты пушки М1977 устанавливались на основные боевые танки TR-77 и TR-85, а также на орудийные башни речных мониторов.

## История
100-мм противотанковая пушка А407 была первым артиллерийским орудием, разработанным в Румынии после Второй мировой войны. Первый вариант пушки, M1975 (M означает «модель»), имел полуавтоматический клиновой затвор с горизонтальным скользящим затвором. Второй вариант, М1977, имел более практичный клиновой затвор с вертикальным скользящим затвором.
M1977 также может использоваться в качестве полевого орудия на уровне бригады, поскольку его максимальная дальность стрельбы составляет 20,6 км. После 1992 года противотанковые пушки М1977 были модернизированы улучшенными оптическими прицелами. Орудие можно буксировать грузовиком DAC 665T, а максимальная скорость по шоссе составляет 60 км/ч. по дороге и 30 км/ч по бездорожью.

## Варианты
- М1975 г. - использован клиновой затвор с горизонтальным скользящим затвором.
- М1977 г. - использован вертикально-скользящий клиновой затвор.
- М2002 — модернизированный вариант М1977 с СУО ТАТ-100.

Адаптации: 
- А 308 — танковая пушка, используемая на основных боевых танках TR-77 и TR-85.
- А 430 — корабельная пушка, используемая для орудийных башен кораблей.

## На вооружении
- Ирак[4]
- Израиль − Одна пушка была доставлена в 1993 году.[5]
- КНДР[6]
- Румыния − 208 пушек M1977 по состоянию на 2010 год.[7]